# Clarias
A Clarias a sugarasúszójú halak (Actinopterygii) osztályának harcsaalakúak (Siluriformes) rendjébe, ezen belül a zacskósharcsafélék (Clariidae) családjába tartozó nem.

## Előfordulásuk
A Clarias-fajok az Óvilág számos részén megtalálhatók. Nemük, az egyik legelterjedtebb a világon. Fajaik megtalálhatók Délkelet- és Kelet-Ázsiában, nyugatfelé haladva Indiában, Anatóliában és Afrikában, ahol a legnagyobb a fajok száma. Egyes fajuk, mint amilyen a közönséges békaharcsa (Clarias batrachus), inváziós fajjá vált, miután az ember „véletlenül” betelepítette őket új folyórendszerekbe és egyéb vízekbe.

## Megjelenésük
Az e nembe tartozó fajok, könnyen felismerhetők a hosszútövű hát- és hasúszójukról, amely angolnaszerű külsőt kölcsönöz nekik. A halaknak karcsú testük, lapos és csontos fejük, és nagy szájuk van, az utóbbin négy bajuszszál található. A kopoltyúk egy része átalakult, hogy oxigénhez jussanak a vízen kivül is. Csak a mellúszóikon vannak tüskéik.

## Nevük
A Clarias név, a görög „chlaros” szóból ered, amelynek jelentése magyarul életképes. Valószínű, hogy azért adták ezt a nevet, mivel az e nembe tartozó harcsák képesek hosszabb ideig is víznélkül élni.

## Rendszertani besorolásuk
A legújabb kutatások szerint a Clarias nem parafiletikus csoportot alkot. A tudósok felfedezték, hogy a Heterobranchus nembe tartozó, Heterobranchus longifilis erős rokonságot mutat a Clarias-csoporttal.

## Rendszerezésük
A nembe 60 élő és 1 fosszilis faj tartozik. A fajok régiók szerint vannak csoportosítva. Az alábbi lista Carl Ferraris 2007-ben készített besorolása alapján készült; ezt a listát 2011-ben kibővitették Ng, Dang és Nguyan nevű biológusok:

### Afrikai fajok (36 faj)
- Clarias agboyiensis Sydenham, 1980
- Clarias albopunctatus Nichols & La Monte, 1953
- Allaud-békaharcsa (Clarias alluaudi) Boulenger, 1906
- Clarias angolensis Steindachner, 1866
- mocsári békaharcsa (Clarias anguillaris) (Linnaeus, 1758)
- Clarias brachysoma Günther, 1864 - szinonimája: Clarias teysmanni brachysoma Günther, 1864
- Clarias buettikoferi Steindachner, 1894
- Clarias buthupogon Sauvage, 1879
- Clarias camerunensis Lönnberg, 1895
- barlangi békaharcsa (Clarias cavernicola) Trewavas, 1936
- Clarias dhonti (Boulenger, 1920)
- Clarias dialonensis
- Clarias dumerilii
- Clarias dussumieri Valenciennes in Cuvier & Valenciennes, 1840
- Clarias ebriensis Pellegrin, 1920
- Clarias engelseni (Johnsen, 1926)
- Clarias gabonensis Günther, 1867
- afrikai harcsa (Clarias gariepinus) (Burchell, 1822) - szinonimája: Clarias lazera Valenciennes in Cuvier & Valenciennes, 1840
- Clarias hilli Fowler, 1936
- Clarias jaensis Boulenger, 1909
- Clarias laeviceps Gill, 1862
- Clarias lamottei
- laposfejű békaharcsa (Clarias liocephalus) Boulenger, 1898
- Clarias longior Boulenger, 1907
- Clarias maclareni Trewavas, 1962
- Clarias macromystax Günther, 1864
- tompafogú békaharcsa (Clarias ngamensis) Castelnau, 1861
- Clarias nigromarmoratus Poll, 1967
- Clarias pachynema Boulenger, 1903
- Clarias platycephalus Boulenger, 1902
- Clarias salae Hubrecht, 1881
- afrikai békaharcsa (Clarias stappersii) Boulenger, 1915
- Clarias submarginatus Peters, 1882
- Clarias teijsmanni
- vékony békaharcsa (Clarias theodorae) Weber, 1897
- Clarias werneri Boulenger, 1906

### Dél-Ázsiai fajok (1 faj)
- Clarias dayi

### Délkelet-Ázsiai fajok (21 faj)
- Clarias anfractus Ng, 1999
- közönséges békaharcsa (Clarias batrachus) (Linnaeus, 1758) - szinonimája: Silurus batrachus Linnaeus, 1758
- Clarias batu Lim & Ng, 1999[3]
- Clarias cataractus (Fowler, 1939)
- Clarias fuscus (Lacepède, 1803)
- Clarias gracilentus Ng, Dang & Nguyan, 2011[9]
- Clarias insolitus Ng, 2003[1]
- Clarias intermedius Teugels, Sudarto & Pouyaud, 2001[4]
- Clarias kapuasensis Sudarto, Teugels & Pouyaud, 2003
- Clarias leiacanthus Bleeker, 1851 - szinonimák: Clarias teysmanni Bleeker, 1857, Clarias teysmanni teysmanni Bleeker, 1857
- szélesfejű békaharcsa (Clarias macrocephalus) Günther, 1864
- fekete békaharcsa (Clarias meladerma) Bleeker, 1846
- Clarias microspilus Ng & Hadiaty, 2011[10]
- Clarias microstomus Ng, 2001
- Clarias nieuhofii Valenciennes in Cuvier & Valenciennes, 1840
- Clarias nigricans Ng, 2003[11]
- Clarias olivaceus Fowler, 1904
- Clarias planiceps Ng, 1999
- Clarias pseudoleiacanthus Sudarto, Teugels & Pouyaud, 2003
- Clarias pseudonieuhofii Sudarto, Teugels & Pouyard, 2004[5]
- Clarias sulcatus Ng, 2004

### Fosszilis fajok (1 faj)
- †Clarias falconeri Lydekker, 1886 - Indiából

Az alábbi két fajt az ITIS-ben írták le (lehet, hogy manapság már csak szinonimák):
- Clarias abbreviatus Valenciennes in Cuvier & Valenciennes, 1840
- Clarias nebulosus Deraniyagala, 1958

## Fordítás
- Ez a szócikk részben vagy egészben  a   Clarias című angol Wikipédia-szócikk ezen változatának fordításán alapul.  Az eredeti cikk szerkesztőit annak laptörténete sorolja fel. Ez a jelzés csupán a megfogalmazás eredetét és a szerzői jogokat jelzi, nem szolgál a cikkben szereplő információk forrásmegjelöléseként.